# Nekrolog 1514
Nekrolog
◄◄
| ◄
| 1510
| 1511
| 1512
| 1513
| 1514 | 1515 | 1516 | 1517 | 1518 | ► | ►►
Weitere Ereignisse | Allgemeiner Nekrolog 1514
Die Beschreibung der verstorbenen Person sollte so kurz wie möglich gehalten sein und nur deren signifikante Tätigkeit(en) enthalten.
Neue Namen ggf. auch unter dem Geburts- und Sterbedatum, also etwa unter 1. Januar und im Geburts- und Sterbejahr (2024) eintragen (nur bei entsprechender großer Wichtigkeit). Für Beispiele siehe die schon vorhandenen Artikel.
Außerdem über die fünf zuletzt Verstorbenen, zu denen es einen ausreichend guten Artikel für eine Präsentation auf der Hauptseite gibt, nach der todesbedingten Überarbeitung der Artikel ggf. auch unter Wikipedia Diskussion:Hauptseite informieren und sie am besten auch in den anderen Wikipedia-Sprachversionen eintragen. Tipp: Regelmäßig bei news.google.de nach „ist tot“, „gestorben“ oder „verstorben“ suchen.
Wenn eine Person gestorben ist, gibt es viele Seiten zu dieser Person in der Wikipedia, die davon auch betroffen sind und entsprechend aktualisiert werden müssen. Beispiele: Namenübersichtsseite, Geburtsjahr, Geburtsort-Seiten und viele mehr.
Wie finde ich die betroffenen Seiten?
Im Suchfeld auf der linken Seite gibt man den Suchbegriff so ein: „Vorname Nachname“. Dann klickt man auf Volltext und alle Seiten mit entsprechendem Suchtext werden aufgerufen. Hier sieht man dann schnell, wo auch das Todesjahr Sinn macht oder sogar ein Teil des Artikels angepasst werden muss. Auch hilft das „Werkzeug“ auf der linken Seite sehr gut, um solche Seiten aufzufinden: „Links auf diese Seite“. Somit ist die Wikipedia wieder aktuell in allen Bereichen! Hinweis: bei Eintragung der Kategorie „Gestorben JAHR“ wird der Missbrauchsfilter 49 ausgelöst, was jedoch nicht schlimm ist. Siehe: Spezial:Missbrauchsfilter/49
Dies ist eine Liste von im Jahr 1514 verstorbenen bekannten Persönlichkeiten. Die Einträge erfolgen innerhalb der einzelnen Daten alphabetisch sortiert. Tiere sind im Nekrolog für Tiere zu finden.

## Januar
| Tag       | Name             | Beruf, bekannt als     | Alter | Beleg |
| --------- | ---------------- | ---------------------- | ----- | ----- |
| 9. Januar | Anne de Bretagne | Königin von Frankreich | 36    |       |

## Februar
| Tag        | Name                      | Beruf, bekannt als                     | Alter | Beleg |
| ---------- | ------------------------- | -------------------------------------- | ----- | ----- |
| 9. Februar | Uriel von Gemmingen       | Erzbischof von Mainz, Reichserzkanzler | 45    |       |
| Februar    | Andrew Gray, 2. Lord Gray | schottischer Adliger                   |       |       |

## März
| Tag      | Name                 | Beruf, bekannt als                                    | Alter | Beleg |
| -------- | -------------------- | ----------------------------------------------------- | ----- | ----- |
| 5. März  | Thilo von Trotha     | Bischof von Merseburg, Rektor der Universität Leipzig | 70    |       |
| 7. März  | Řehoř Hrubý z Jelení | tschechischer Schriftsteller, Übersetzer und Humanist |       |       |
| 11. März | Jan Bouwensz         | Landesadvokat der damaligen Grafschaft Holland        |       |       |
| 21. März | Johannes Brassicanus | deutscher Humanist, Gelehrter und Grammatiker         |       |       |

## April
| Tag       | Name            | Beruf, bekannt als                            | Alter | Beleg |
| --------- | --------------- | --------------------------------------------- | ----- | ----- |
| 11. April | Donato Bramante | italienischer Baumeister, Architekt und Maler |       |       |

## Mai
| Tag     | Name                 | Beruf, bekannt als                                     | Alter | Beleg |
| ------- | -------------------- | ------------------------------------------------------ | ----- | ----- |
| 3. Mai  | Anna von Brandenburg | Herzogin von Schleswig-Holstein-Gottorf                | 26    |       |
| 16. Mai | Barbara Dürer        | Mutter von Albrecht Dürer                              |       |       |
| 24. Mai | Wolfgang von Bayern  | jüngster Sohn Herzog Albrechts III. von Bayern-München | 62    |       |
| 30. Mai | Wolfgang Roritzer    | deutscher Bildhauer und Steinmetz                      |       |       |

## Juni
| Tag      | Name                            | Beruf, bekannt als                                         | Alter | Beleg |
| -------- | ------------------------------- | ---------------------------------------------------------- | ----- | ----- |
| 16. Juni | Margarete von Pfalz-Zweibrücken | Gräfin von Nassau-Idstein, Äbtissin von Kloster Marienberg | 57    |       |
| 23. Juni | Heinrich I.                     | Herzog von Braunschweig                                    | 50    |       |

## Juli
| Tag      | Name                   | Beruf, bekannt als                        | Alter | Beleg |
| -------- | ---------------------- | ----------------------------------------- | ----- | ----- |
| 14. Juli | Christopher Bainbridge | englischer Kardinal, Erzbischof von York  |       |       |
| 15. Juli | György Dózsa           | Anführer des Ungarischen Bauernaufstandes |       |       |

## August
| Tag       | Name                      | Beruf, bekannt als                                    | Alter | Beleg |
| --------- | ------------------------- | ----------------------------------------------------- | ----- | ----- |
| 2. August | Giovanni Branai Castriota | albanischer Condottiere, Bischof von Mazara del Vallo |       |       |

## September
| Tag          | Name                             | Beruf, bekannt als                                                        | Alter | Beleg |
| ------------ | -------------------------------- | ------------------------------------------------------------------------- | ----- | ----- |
| 8. September | Iwan Iwanowitsch Temka-Rostowski | russischer Prinz und Mitglied des Staatsdienst des Großfürstentums Moskau |       |       |

## Oktober
| Tag         | Name              | Beruf, bekannt als                   | Alter | Beleg |
| ----------- | ----------------- | ------------------------------------ | ----- | ----- |
| 7. Oktober  | Bernardo Rucellai | italienischer Gelehrter              |       |       |
| 21. Oktober | Alexander         | Herzog von Pfalz-Zweibrücken-Veldenz | 51    |       |

## November
| Tag          | Name                                  | Beruf, bekannt als                                                                                        | Alter | Beleg |
| ------------ | ------------------------------------- | --- | ----- | ----- |
| 11. November | Helena von Hohenzollern               | Klosterstifterin, Gräfin von Waldburg                                                                     |       |       |
| 27. November | Katharina von Schwarzburg-Blankenburg | Gemahlin des Grafen Reinhard IV. von Hanau-Münzenberg                                                     |       |       |
| 28. November | Ladislaus Prager                      | Erbmarschall von Kärnten, Hauptmann von Wiener Neustadt, Truchsess und Kämmerer von Kaiser Friedrich III. |       |       |
| 28. November | Hartmann Schedel                      | deutscher Historiker                                                                                      | 74    |       |

## Dezember
| Tag          | Name                | Beruf, bekannt als                                     | Alter | Beleg |
| ------------ | ------------------- | ------------------------------------------------------ | ----- | ----- |
| 4. Dezember  | Peter Offenburg     | Schweizer Politiker                                    | 56    |       |
| 14. Dezember | Guillaume Briçonnet | französischer Staatsmann und Kardinal                  |       |       |
| 23. Dezember | Ulrich Heer         | Bibliothekar des Klosters St. Gallen                   |       |       |
| Dezember     | Paulus de Roda      | franko-flämischer Komponist und Sänger der Renaissance |       |       |

## Datum unbekannt
| Tag | Name                                | Beruf, bekannt als                                                           | Alter | Beleg |
| --- | ----------------------------------- | ---------------------------------------------------------------------------- | ----- | ----- |
|     | Adam von Bochinia                   | polnischer Arzt und Humanist                                                 |       |       |
|     | Ivaniš Berislavić                   | serbischer Despot (1504–1514)                                                |       |       |
|     | Miguel Díaz                         | spanischer Entdecker                                                         |       |       |
|     | Archibald Douglas, 5. Earl of Angus | schottischer Adliger                                                         |       |       |
|     | Georg Glockendon                    | deutscher Buchmaler                                                          |       |       |
|     | Bastian Gugel                       | deutscher Steinmetz                                                          |       |       |
|     | Hans IX. von Gültlingen             | württembergischer Erbkämmerer                                                |       |       |
|     | Vicente Yáñez Pinzón                | spanischer Seefahrer und Entdecker                                           |       |       |
|     | Nikolaus Queck                      | deutscher Steinmetz, Baumeister und Glockengießer                            |       |       |
|     | Hartwig Stange                      | Ratsherr der Hansestadt Lübeck                                               |       |       |
|     | Iwan Andrejewitsch Tscheljadnin     | russischer Bojar, Wojewode, Diplomat und Feldherr des Großfürstentums Moskau |       |       |
|     | Thomas Wortley                      | englischer Ritter                                                            |       |       |